# Jon Moxley
Jonathan David Good, född 7 december 1985 i Cincinnati, Ohio, är en amerikansk fribrottare.
Good är mer känd under sina fribrottningsnamn Jon Moxley och tidigare Dean Ambrose.

## Brottningskarriär

### Heartland Wrestling Association (2004–2010)
Good började att arbeta för fribrottningspromotorn Les Thatcher vid Heartland Wrestling Association (HWA) som tonåring. Han tränade under Thatcher och Cody Hawk vid 18 års ålder. Sedan använde han ringnamnet Jon Moxley.

### WWE (2011–2019)
Good skrev ett utvecklingsavtal med World Wrestling Entertainment (WWE) i mitten av 2011 och gick med i sitt utvecklingsområde Florida Championship Wrestling (FCW) under ringnamnet Dean Ambrose. Ambrose gjorde sin sista match för WWE den 21 april 2019.

### AEW/NJPW (2019–)
Good gjorde sin debut för det nystartade fribrottningsförbundet All Elite Wrestling under sitt gamla namn Jon Moxley den 25 maj på deras debutgala Double Or Nothing där han attackerade Chris Jericho och sedan Kenny Omega.
Good vann AEW:s World Heavyweight Championship från Chris Jericho den 29 februari 2020 under AEW:s årliga event "Revolution". Han förlorade bältet till Kenny Omega den 2 december samma år. Good vann dock tillbaka bältet från CM Punk den 24 augusti 2022, vilket gör honom till den första fribrottaren hos AEW som vunnit bältet fler än en gång.
I juni 2019 annonserade New Japan Pro-Wrestling Jon Moxley som sitt senaste nyförvärv. I sin debut besegrade han Juice Robinson i en titelmatch för NJPW:s IWGP United States Championship-bälte.

## Mästerskap och meriter
- Combat Zone Wrestling
  - CZW World Heavyweight Championship (2 gånger)[5][14]
- Full Impact Pro
  - FIP World Heavyweight Championship (1 gång)[5][14]
- Heartland Wrestling Association
  - HWA Heavyweight Championship (3 gånger)[14]
  - HWA Tag Team Championship (4 gånger) – med Jimmy Turner (1), Cody Hawk (1) och King Vu (2)[14]
- Mad-Pro Wrestling
  - MPW Heavyweight Championship (1 gång)[14]
  - MPW Tag Team Championship (1 gång) – med Dustin Rayz[14]
- Insanity Pro Wrestling
  - IPW World Heavyweight Championship (2 gånger)[14]
  - IPW Mid-American Championship (1 gång)[14]
- International Wrestling Association
  - IWA World Tag Team Championship|IWA Tag Team Championship (1 gång) – med Hade Vansen[14]
- Pro Wrestling Illustrated
  - Feud of the Year (2014) mot Seth Rollins[15]
  - Most Popular Wrestler of the Year (2014, 2015)[16]
  - Rankad nr 8 av topp 500 singel fribrottare i PWI 500 2017[17]
- Westside Xtreme Wrestling
  - wXw World Tag Team Championship (1 gång) – med Sami Callihan[14][18]
- WWE
  - WWE World Heavyweight Championship (1 gång)[19]
  - WWE Intercontinental Championship (3 gånger)[20]
  - WWE Raw Tag Team Championship (2 gånger) – med Seth Rollins[21]
  - WWE United States Championship (1 gång)[22]
  - Tjugosjunde Triple Crown Champion[23][24]
  - Åttonde Grand Slam Champion under nuvarande format; sextonde överallt)[23][24]
  - Money in the Bank (2016)[25]
  - Slammy Awards (5 gånger)[26]
    - Breakout Star of the Year (2013, 2014) – 2013 delat med The Shield[27][28]
    - Faction of the Year (2013, 2014) – med The Shield[28]
    - Trending Now (Hashtag) of the Year (2013) – #BelieveInTheShield, med The Shield[28]

  - WWE Year-End Award (2 gånger)
    - Best Reunion (2018) — som del av The Shield[29]
    - Return of the Year (2018)[29]
- AEW

AEW World Heavyweight Champion (2 gånger)